# Neanthidium octodentatum
Neanthidium octodentatum är en biart som först beskrevs av Pérez 1895.  Neanthidium octodentatum ingår i släktet Neanthidium och familjen buksamlarbin. Inga underarter finns listade i Catalogue of Life.